# 1500 Broadway
Le 1500 Broadway est un gratte-ciel situé à Times Square, dans Midtown Manhattan, à New York. Il est achevé en 1972 par Arlen Realty and Development Corporation. Haut de 119 mètres et de 34 étages, le bâtiment est célèbre pour le téléscripteur NASDAQ de sept étages qui entoure le bâtiment et pour le studio à façade vitrée de l'émission de télévision Good Morning America d'ABC. Construit à l'emplacement du Claridge, le 1500 Broadway occupe un pâté de maisons entier du côté est de Broadway, entre la 43e et la 44e Rue. Il comprend plus de 45 000 mètres carrés de bureaux et de commerces de détail. L'immeuble est acquis par Tamares Group (en) en 1995.
Parmi les locataires, on compte les Times Square Studios et ABC Studios, Disney, NASDAQ, Sunrise Brokers LLC, Hewitt Associates, Fair Isaac, Starbucks, Essence Magazine, Edelman Public Relations Worldwide et IIG Capital,,. Le journal anglophone China Daily, basé à Pékin, publie une édition américaine également basée au 1500 Broadway.

## Times Square Studios
Le bâtiment 1500 Broadway accueille les studios Times Square et ABC depuis 1985. Times Square Studios abrite l'émission Good Morning America d'ABC.

## Galerie

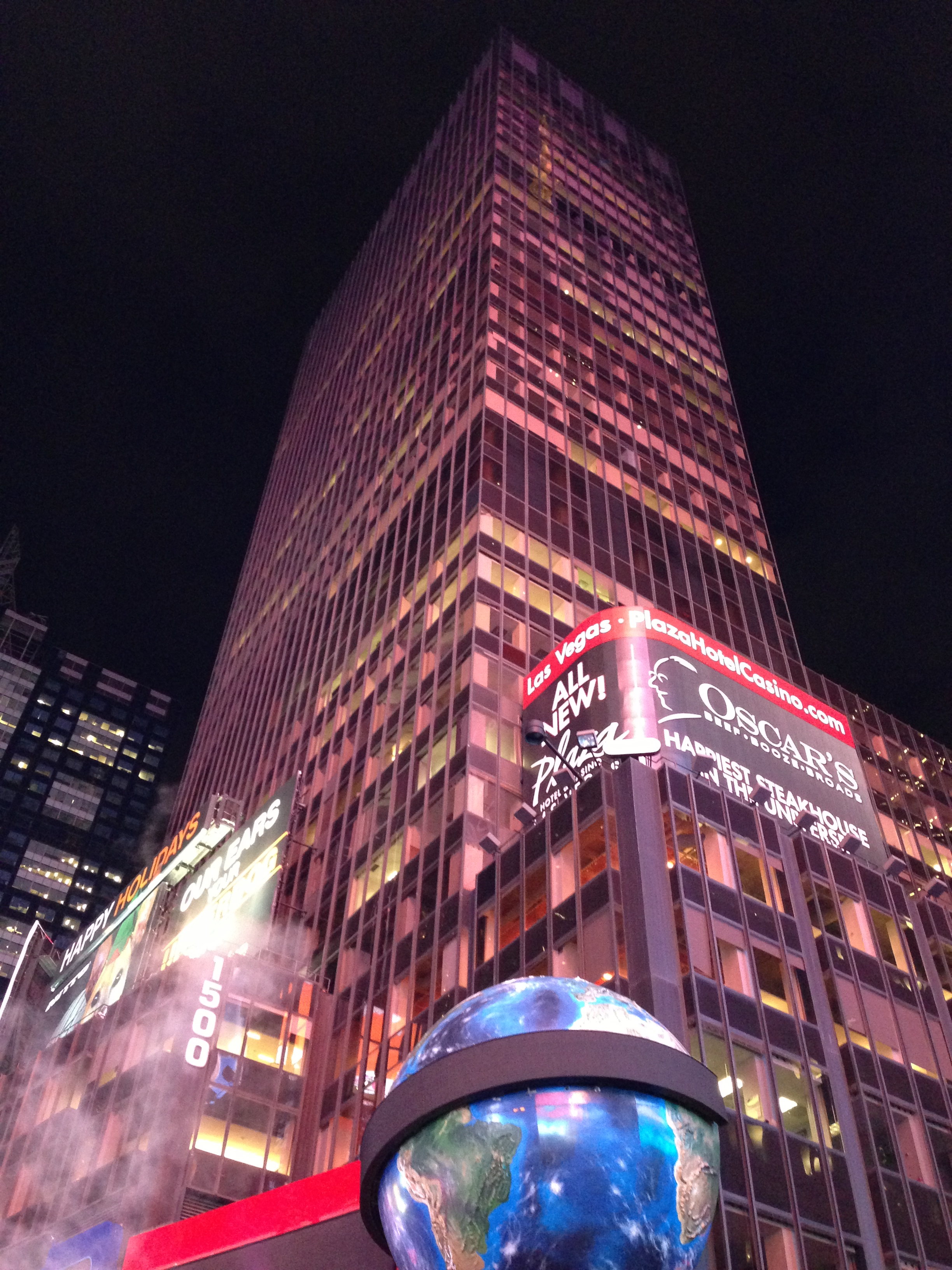
Vue de nuit, 2013.
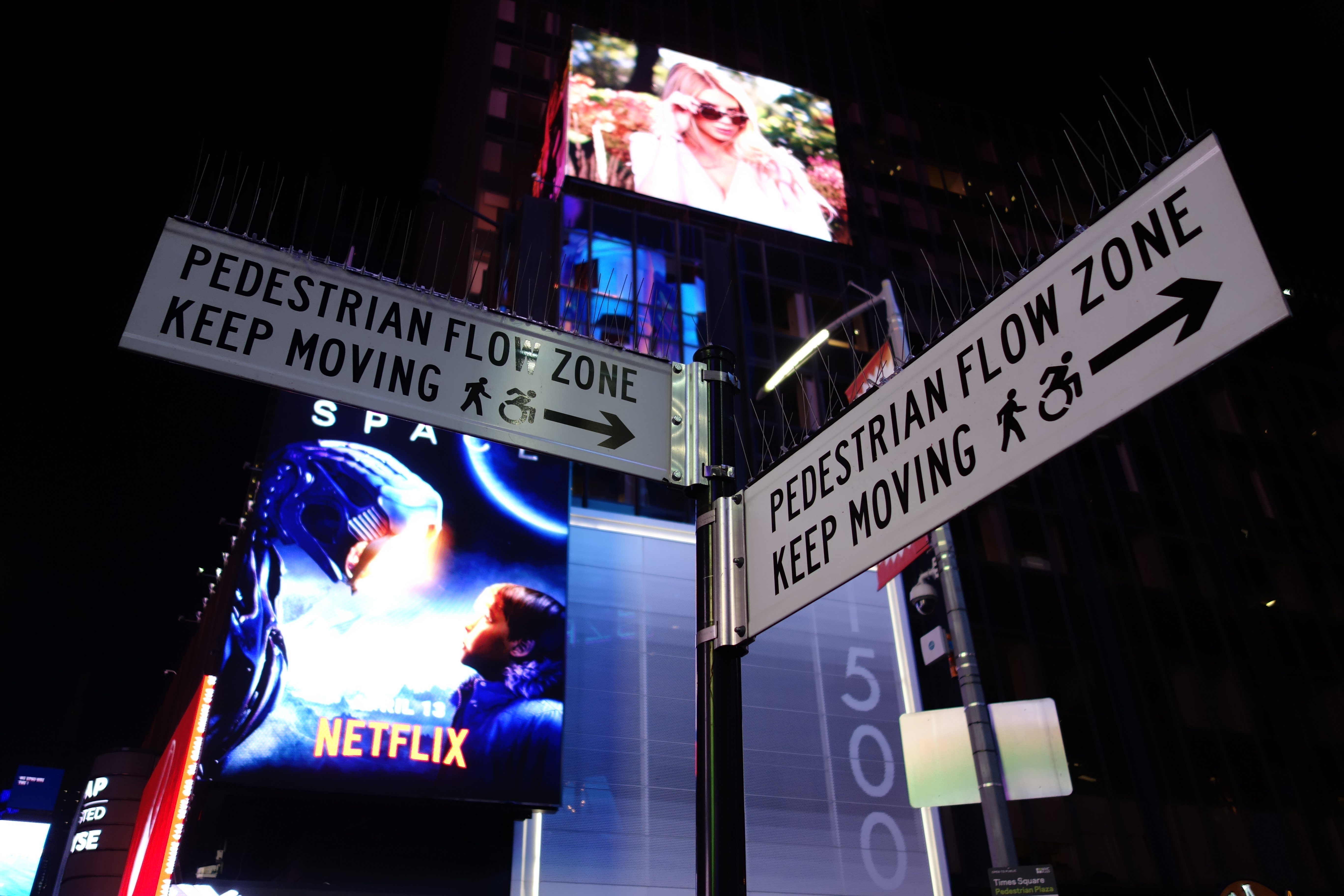
Angle 43e Rue - 7e Avenue.
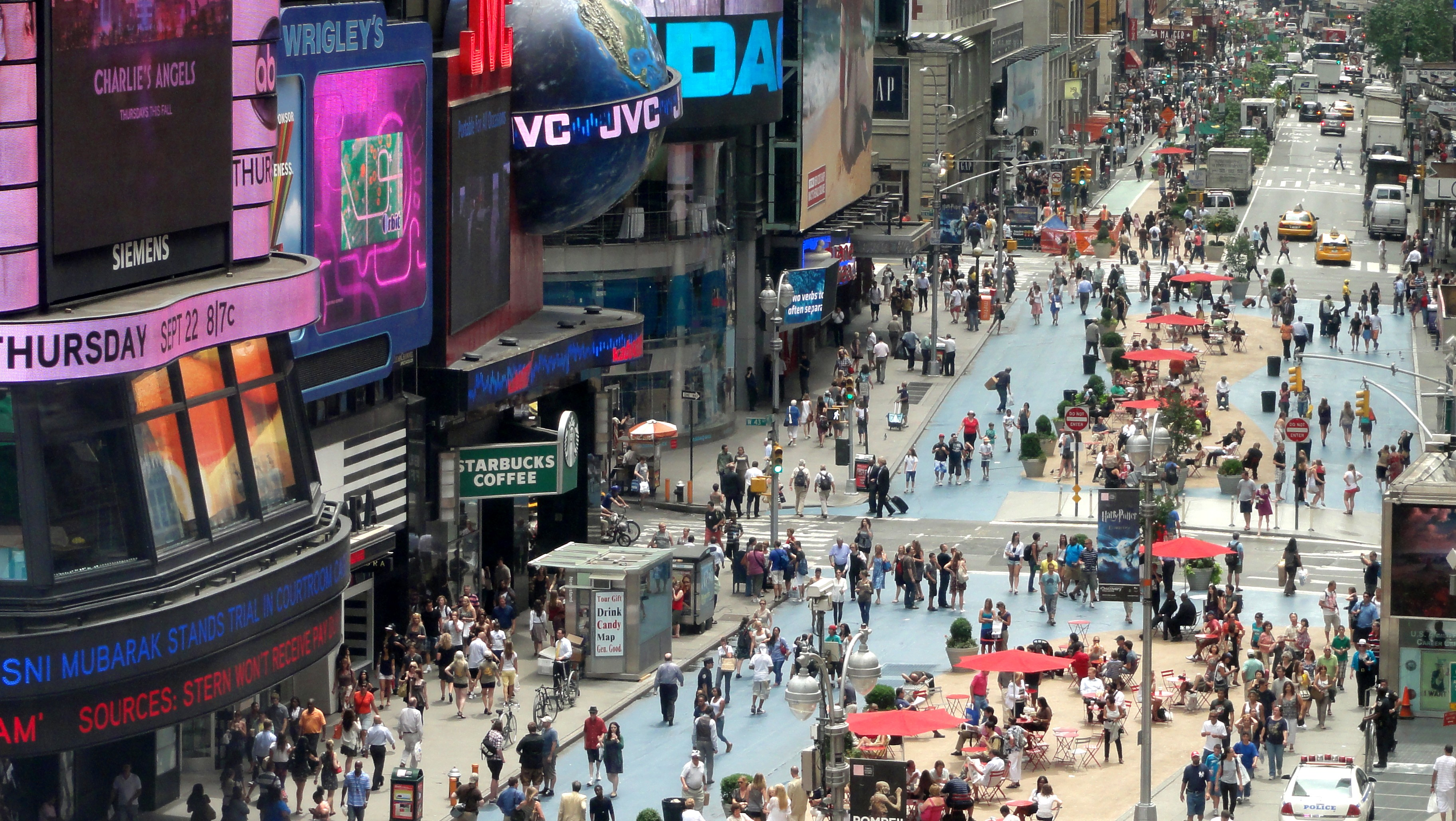
Panorama de Times Square, l'entrée du 1500 est sur la gauche.
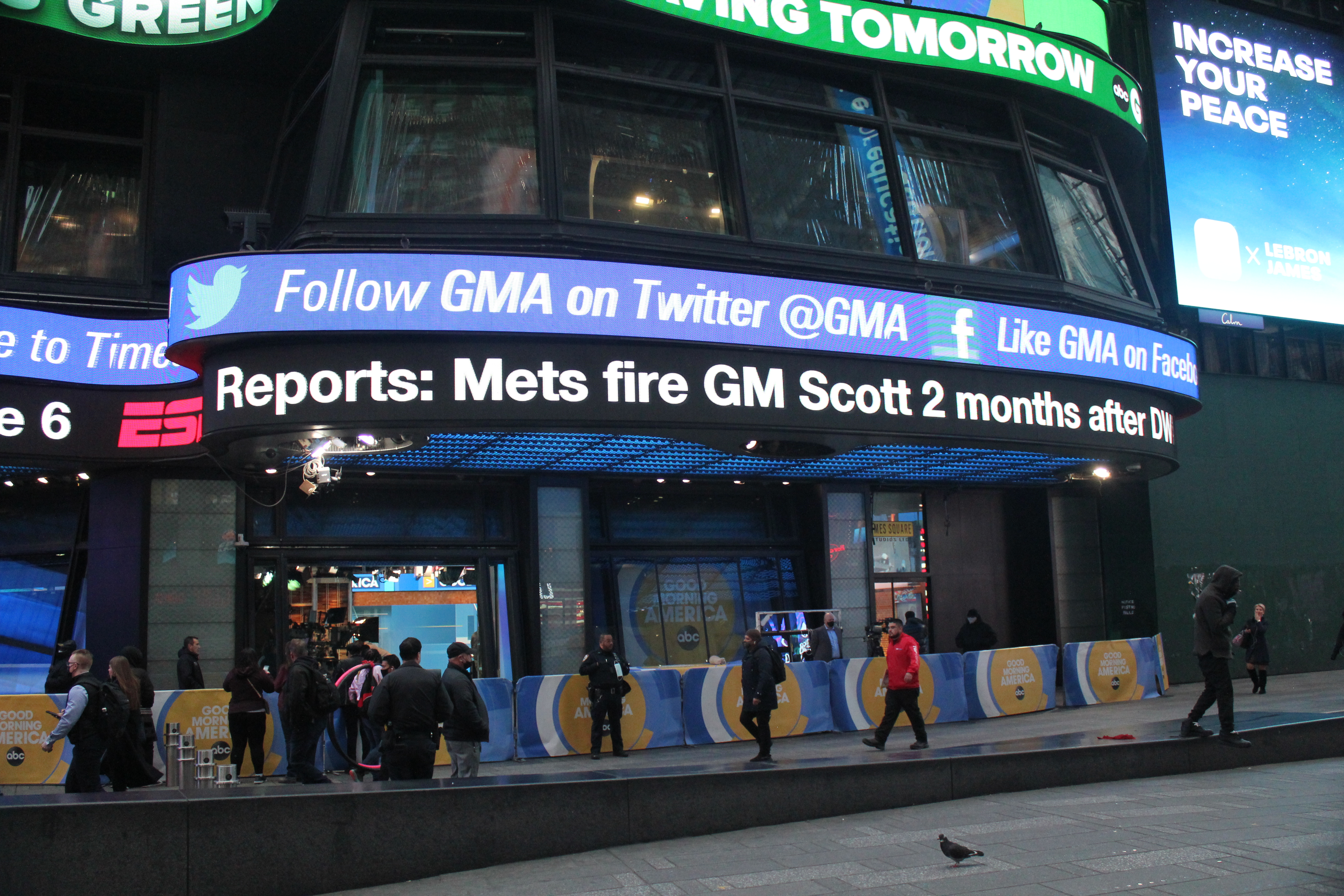
Entrée, 2021.